# Aspergillus bisporus
Aspergillus bisporus är en svampart som beskrevs av Kwon-Chung & Fennell 1971. Aspergillus bisporus ingår i släktet Aspergillus och familjen Trichocomaceae.   Inga underarter finns listade i Catalogue of Life.